# Bolueta

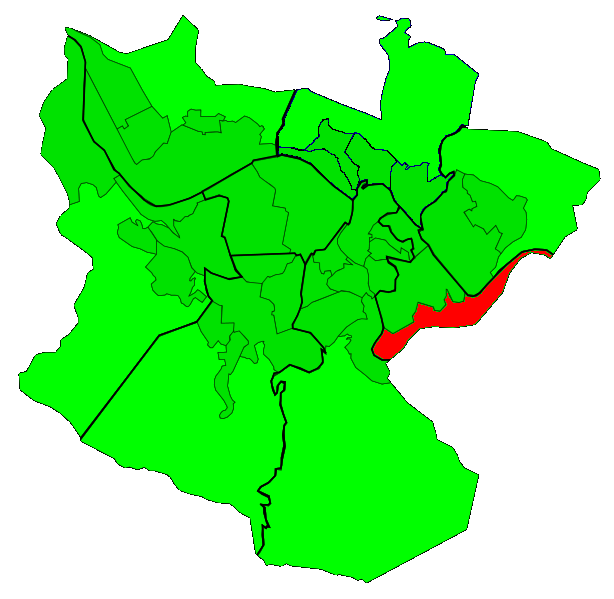
Ubicació de Bolueta

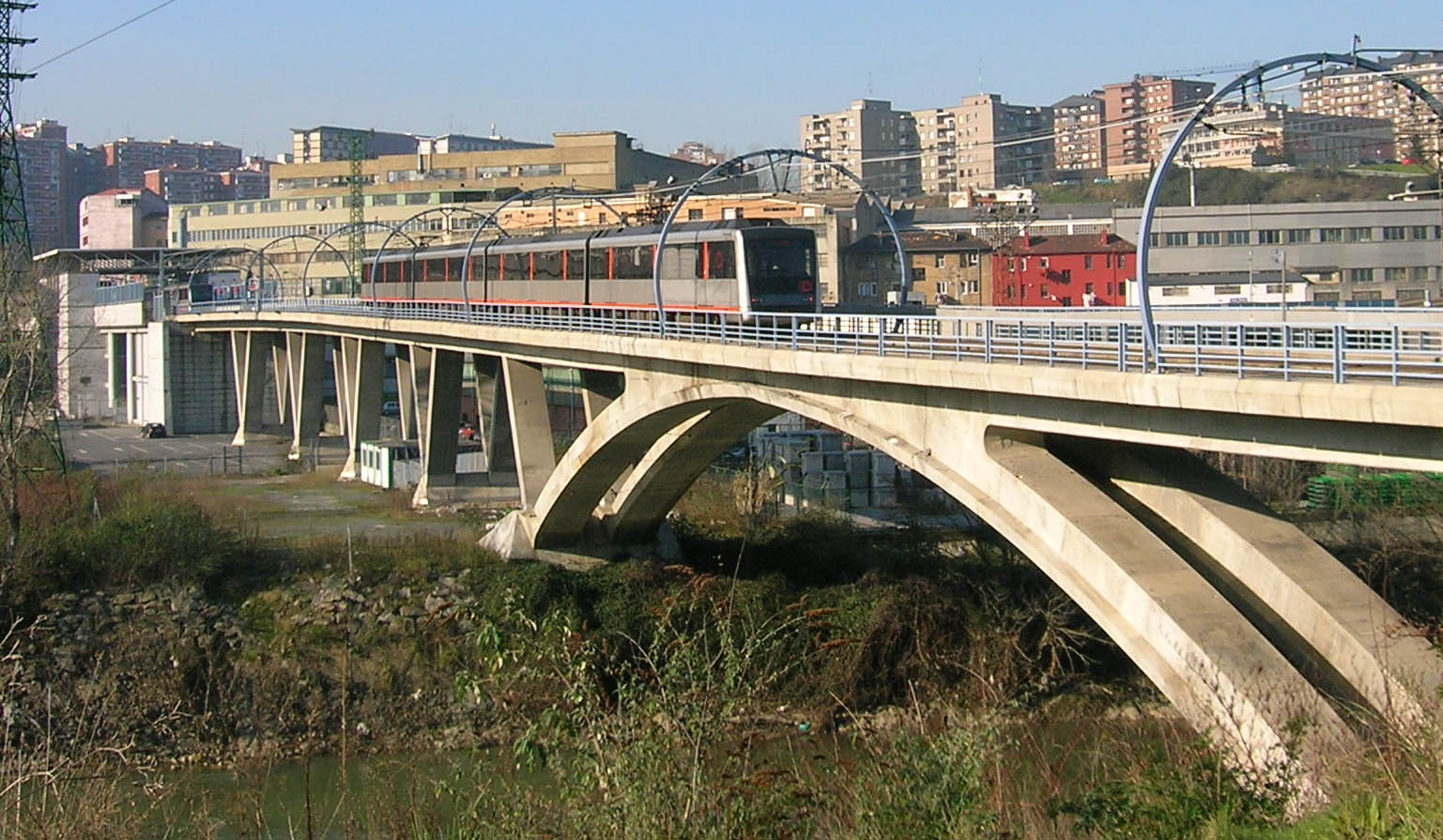
Estació de metro

Bolueta és un barri de Bilbao dins el districte de Begoña. Té una extensió de 0,77 kilòmetres quadrats i una població de 4.486 habitants. Té forma allargada i limita al nord amb Santutxu, Txurdinaga i Otxarkoaga, al sud amb Etxebarri, Basauri i l'estació d'Ollargan (Arrigorriaga), i a l'oest amb Abusu/La Peña.

## Història
El 1840 es va construir la primera planta de transformació d'acer moderna, Santa Ana de Bolueta. Posteriorment s'hi van desenvolupar d'altres indústries relacionades amb el metall, però la gent no vivia al barri. Només es van construir alguns habitatges a partir del 1950 a la zona fronterera amb Santutxu, conegudes com a Grupo Sagarminaga. A partir de 1995 també hi fou ampliat el metro de Bilbao amb l'estació de Bolueta. L'euskotren comunica el barri amb les comarques de Duranguesat i Busturialdea-Urdaibai.
En els darrers anys en els terrenys on hi havia Santa Ana de Bolueta i Cilindros Bolueta, propietat de Sidenor, han estat adquirits pel Govern Basc, qui ha fet un projecte per a construir-hi 1.100 habitatges (d'ells, 600-700 de protecció oficial) i les anomenades Torres Bolueta, les més altes del País Basc. La construcció s'inicià el 2007 i cap al 2010 encara no s'havia materialitzat.